# Dittoceras
Dittoceras là chi thực vật có hoa trong họ Apocynaceae.